# Rio Chetco

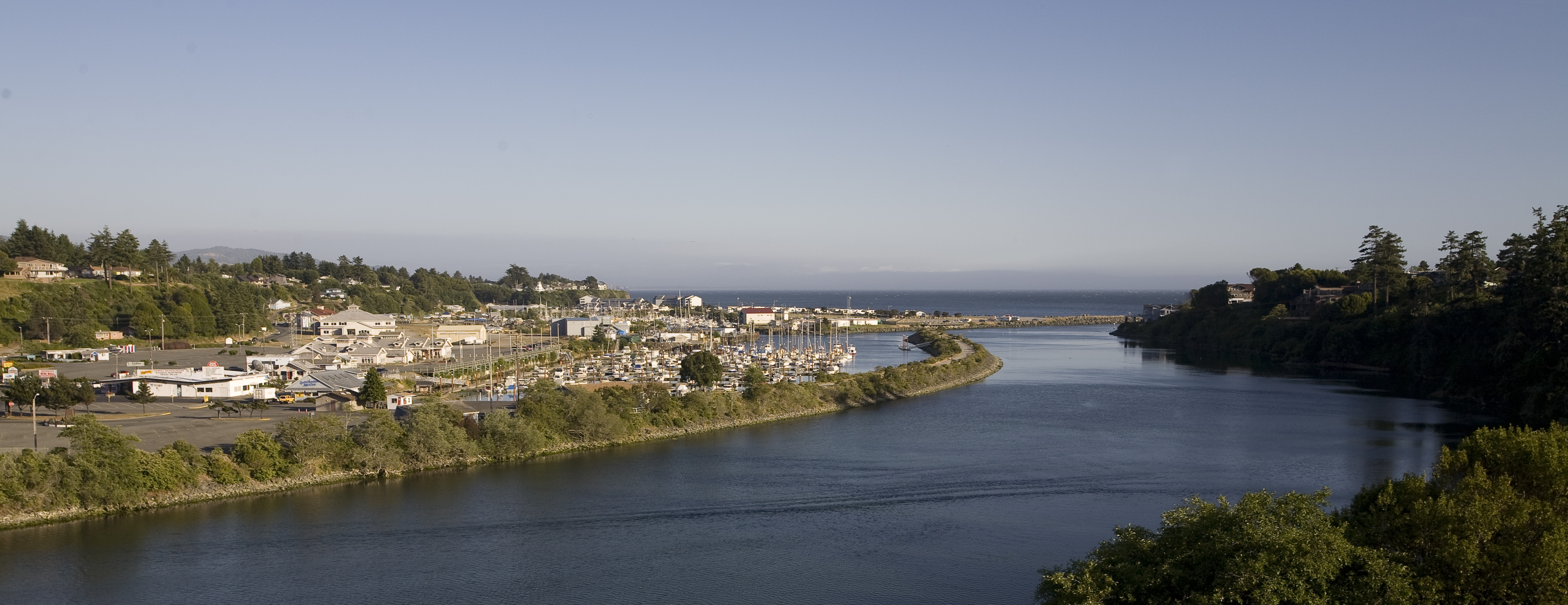

O Rio Chetco é um rio com 90 km de comprimento localizado na porção sudoeste do estado norte-americano de Oregon.